# Paulo Ghiglia
Paulo Ghiglia (Firenze, 5 marzo 1905 – Roma, 19 novembre 1979) è stato un pittore italiano.

## Biografia
Inizia a dipingere giovanissimo con il padre e maestro Oscar; a vent'anni abbandona la casa paterna e si trasferisce alla Verna, dove vive per circa cinque anni. Esordisce a Milano nel 1929 alla Galleria Pesaro insieme al padre Oscar e al fratello Valentino, anch'egli pittore. Nel 1931 è alla prima Quadriennale di Roma: grazie a Petrolini, suo amico fraterno, viene introdotto nella capitale, dove inizia il periodo dei ritratti. Soggiorna a Parigi dove ritrae Joséphine Baker.
Nei mesi estivi era solito recarsi nel borgo di Pratovalle, frazione del comune di Loro Ciuffenna, in provincia di Arezzo, insieme al fratello e pittore Valentino Ghiglia, che fu colpito maggiormente dal luogo e lo rappresentò in molte sue opere.
Torna a Roma, che rimarrà, insieme a Firenze, Livorno e La Verna, il luogo di maggiore ispirazione, negli anni quaranta e cinquanta la sua produzione si concentra sui ritratti di persone illustri, di scimmie e di Isa Miranda.
Negli anni sessanta soggiorna a lungo in California, a Los Angeles e San Francisco, ritraendo il mondo del cinema di Hollywood; alla fine del decennio si trasferisce nuovamente alla Verna, in Toscana, lì una nuova pittura di indirizzo impressionista lo porterà a grandi mostre pubbliche tra le quali quella di Firenze nel 1973 a Palazzo Strozzi, a Roma al Palazzo delle Esposizioni della Quadriennale, e nel 1975 ad Assisi con una grande mostra su San Francesco.
Le sue opere sono esposte in vari musei del mondo: alla Galleria degli Uffizi di Firenze, che ospita due autoritratti, al Metropolitan Museum of Art di New York, al Museo della Scala di Milano, alla Galleria d'Arte Moderna Ricci Oddi di Piacenza, al Museo d'arte moderna di Livorno, alla Galleria d'Arte Moderna di Palazzo Pitti, alla fondazione Balzan, alla Fondazione Carima e alla Fondazione MASI Lugano.

## Paulo Ghiglia nei musei
- Uffizi di Firenze
- Metropolitan Museum of Art di New York
- galleria d'arte moderna di Palazzo Pitti
- Galleria d'arte moderna Ricci Oddi a Piacenza